# Sandra Schmirler
Sandra Marie Schmirler (Biggar, Saskatchewan, 11 de junio de 1963 - Regina, 2 de marzo de 2000) fue una jugadora profesional canadiense de curling. Considerada una de las mejores curlers de la historia, a lo largo de su trayectoria ganó tres campeonatos mundiales y fue capitana de la selección de Canadá que obtuvo la medalla de oro en los Juegos Olímpicos de Nagano 1998. Además colaboraba en las retransmisiones de la televisión pública canadiense, donde era apodada «Schmirler the Curler». Tras su prematura muerte fue incluida en el Salón de la Fama del Deporte Canadiense, y la Federación Mundial de Curling le otorgó su máxima distinción a título póstumo.

## Biografía
Sandra Schmirler nació en Biggar, un pequeño pueblo de Saskatchewan (Canadá). A lo largo de su infancia había practicado varios deportes, hasta que en el instituto se decantó por el curling. Después de graduarse por la Universidad de Saskatchewan, se mudó a Regina y compaginó su desempeño atlético con un empleo en el Centro de Ocio North West.
En 1987 obtuvo su primer campeonato provincial y pudo debutar a nivel nacional. Al año siguiente conoció a quien sería su principal aliada sobre el hielo, la lanzadora Jan Betker, y a partir de 1990 se convirtió en la capitana (skipper) de la selección de Saskatchewan a la cual se unieron Joan McCusker y Marcia Gudereit. El «equipo Schmirler» ganó tres campeonatos nacionales (1993, 1994 y 1997) y en representación de Canadá obtuvo sendos Campeonatos Mundiales de Curling en modalidad femenina.
El curling no fue aceptado en el programa olímpico hasta los JJ.OO. de Nagano 1998, por lo que el equipo representante de Canadá saldría de un torneo celebrado en noviembre de 1997. Las curlers de Saskatchewan derrotaron en la final por 9:6 al equipo de Alberta, liderado por Shannon Kleibrink, con un lanzamiento de Schmirler en el que hizo una carambola para desplazar la piedra rival del centro de la diana sin tocar dos suyas que estaban alrededor. Ya en la cita olímpica, la selección de Canadá ganó la medalla de oro en la prórroga frente a Dinamarca. Tras regresar a su hogar Schmirler continuó compitiendo en los torneos nacionales, y cuando quedaba eliminada ejercía como comentarista para la televisión pública CBC/Radio-Canada.
En el plano personal, Schmirler estuvo casada con Shannon England y tuvo dos hijas. Sus herederos crearon en 2001 la Fundación Sandra Schmirler para el cuidado de recién nacidos.

### Enfermedad y muerte
Después de dar a luz a su segunda hija en un parto complicado, en agosto de 1999 los médicos le detectaron un tumor maligno detrás del corazón. La deportista estuvo a punto de morir en la sala de operaciones cuando trataban de extirpárselo, siendo necesaria la reanimación cardiopulmonar. Y después de meses de recuperación y sesiones de quimioterapia, Schmirler dio una rueda de prensa en enero del 2000 para explicar su lucha contra la enfermedad. Cuando los médicos le detectaron metástasis en los pulmones, renunció a la quimioterapia y mantuvo una terapia ortomolecular.
Schmirler falleció el 2 de marzo del 2000 en la unidad de cuidados paliativos del hospital de Regina, a los 36 años. Su muerte causó conmoción tanto en Saskatchewan como en el resto de Canadá, y el funeral llegó a ser retransmitido en directo por la CBC. El gobierno de la provincia le concedería la Orden al Mérito a título póstumo. Nueve años después del óbito, su familia recogió la máxima distinción otorgada por la Federación Mundial de Curling.